# Porta (La Coruña)
Porta (llamada oficialmente San Pedro da Porta) es una parroquia española del municipio de Sobrado, en la provincia de La Coruña, Galicia.

## Entidades de población
Entidades de población que forman parte de la parroquia (entre paréntesis el nombre oficial y en gallego si difiere del español):
- Acea (A Acea)
- A Albariza
- Bustomayor (Bustomaior)
- A Carreira
- Casa do Gado (A Casa do Gado)
- As Casiñas
- Castro
- Cotarón (O Cotarón)
- Couso
- Gondrey (Gondrei)
- Guitizá
- Iglesia Nueva (Eirixe Nova)
- Lodeiro (O Lodeiro)
- Louseira (A Louseira)
- O Mirador
- Outeiro (O Outeiro)
- Puentepiedra (A Pontepedra)
- A Porcariza
- Reboredo
- Sobrado
- Torante
- Vilanova
- Vilarchao

## Despoblado
- Amilladoiro (O Amilladoiro)

## Demografía
| Gráfica de evolución demográfica de Porta entre 2000 y 2019 |
|                                                             |
| Datos según el nomenclátor publicado por el INE.            |